# Road Tapes, Venue
Road Tapes, Venue #2 es un álbum póstumo de Frank Zappa, el cual fue publicado en noviembre de 2013. Hay canciones de tres conciertos, todo ellos celebrados en agosto de 1973. Esta colección, con una duración de más de dos horas, da la experiencia de un concierto entero.  Esta es el lanzamiento oficial número 96.

## Lista de artistas
- Frank Zappa – guitarra, voces
- Jean-Luc Ponty – violín eléctrico
- George Duke – teclados, voces
- Ian Underwood – sintetizador, instrumentos de viento - madera
- Ruth Underwood – percusión
- Bruce Fowler – tromboón
- Tom Fowler – bajo
- Ralph Humphrey – batería